# European Physical Journal ST
The European Physical Journal - Special Topics (ook EPJ ST) is een internationaal, aan collegiale toetsing onderworpen wetenschappelijk tijdschrift op het gebied van de natuurkunde.
De naam wordt in literatuurverwijzingen meestal afgekort tot Eur. Phys. J. Spec. Top.
Het wordt uitgegeven door EDP Sciences namens de European Physical Society.